# Кан, Дэвид (продюсер)
Дэвид Кан (англ. David Kahne) — американский музыкальный продюсер, композитор и автор песен. Лауреат премии «Грэмми».

## Карьера
Дэвид Кан начал свою музыкальную карьеру как профессиональный музыкант, а затем стал директором A&R (Artists and Repertoire) в первом американском лейбле, специализирующемся на панк-роке и новой волне, — 415 Records в Сан-Франциско, где занимался развитием артистов, продюсированием и звукорежиссурой для лейбла. Позже он продолжил продюсировать записи для артистов 415 Records, даже после переезда в Лос-Анджелес, где занял должность вице-президента A&R в Columbia Records, а затем в Warner Bros. Records.
Кан продюсировал альбом MTV Unplugged Тони Беннетта, который в 1995 году получил премию «Грэмми» в категории «Альбом года». Среди других артистов, с которыми он работал, — Пол Маккартни, Fishbone, Sublime, The Strokes, The Rubens, Sugar Ray, The Bangles, Translator, Romeo Void, Стиви Никс, Тедди Томпсон, New Order, Келли Кларксон, Лана Дель Рей, The Outfield, Рене Флеминг, Бренда Кан, Регина Спектор, Ингрид Михаэльсон, 78violet и Алекс Джонсон. Он также сотрудничал с композитором Джоном Мораном над его оперой 1995 года Mathew in the School of Life, в которой участвовал поэт Аллен Гинзберг. Кроме того, Кан работал с группой Linkin Park над их ранними записями после подписания контракта с Warner.
Кан написал и продюсировал саундтрек к фильму «Блум» (2003), снятому Шоном Уолшем по мотивам романа Джеймса Джойса «Улисс». Он также сочинил и исполнил музыку для фильма 2011 года «Волшебное путешествие», посвящённого Кену Кизи и его группе Merry Pranksters. Кроме того, он создал саундтрек к фильму Алекса Гибни «Ложь Армстронга».